# جزيرة غينتينغ الكبرى
جزيرة غينتينغ الكبرى وهي جزيرة من جزر إندونيسيا، وتقع في إقليم جاكارتا، في بولاو سيريبو ضمن شمال الجزر الألف.